# 9 (album de Mercyful Fate)
Pour les articles homonymes, voir Neuf.
Albums de Mercyful Fate
Dead Again
(1998) The Best of Mercyful Fate
(2003)
9 est le septième album studio du groupe danois Mercyful Fate. Il s'agit de l'album où Mercyful Fate s'inscrit dans son plus grand registre sataniste. Le titre "9" vient de la Divine Comédie de Dante où le héros, pour sortir de l'Enfer, doit traverser 9 cercles concentriques.

## Liste des titres
Toutes les paroles sont écrites par King Diamond.
| No  | Titre                | Musique       | Durée |
| --- | -------------------- | ------------- | ----- |
| 1.  | Last Rites           | Hank Shermann | 4:12  |
| 2.  | Church of Saint Anne | Hank Shermann | 4:44  |
| 3.  | Sold My Soul         | King Diamond  | 5:04  |
| 4.  | House on the Hill    | Hank Shermann | 3:43  |
| 5.  | Burn in Hell         | King Diamond  | 3:49  |
| 6.  | The Grave            | Hank Shermann | 4:09  |
| 7.  | Insane               | Hank Shermann | 3:01  |
| 8.  | Kiss the Demon       | Hank Shermann | 3:53  |
| 9.  | Buried Alive         | King Diamond  | 4:53  |
| 10. | 9                    | Mike Wead     | 4:31  |
| 11. | S.H. (bonus Japon)   | King Diamond  | 2:21  |

## Composition du groupe
- King Diamond - chants
- Hank Shermann - guitare
- Mike Wead - guitare
- Sharlee D'Angelo - basse
- Bjarne T. Holm - batterie